# André Joseph Lemaire
André Joseph Lemaire (* 6. März 1738 in Cuincy; † 24. Oktober 1802 in Dunkerque) war ein französischer Général de division der Artillerie.

## Leben
1754 trat Lemaire als Freiwilliger in die königliche Armee ein. Er nahm u. a. am Siebenjährigen Krieg teil und konnte sich mehrmals durch Tapferkeit auszeichnen. 1763 konnte er wieder nach Frankreich zurückkehren und war die nächsten Jahre innerhalb Frankreichs an verschiedenen Standorten stationiert. 1770 verließ er die Armee.
Er ließ sich in Dünkirchen nieder und heiratete am 15. November 1770 Émilie Vanbergue (1742–1805).
Begeistert von den Idealen der Revolution meldete sich Lemaire 1789 sofort wieder als Freiwilliger. Die erste Zeit führte er im Rang eines Capitaine eine Milizeinheit in Dunkerque. Am 15. September 1793 beförderte man ihn zum Général de brigade und am 30. März 1794 zum Général de division.
Als solcher kam Lemaire in den Stab von Jean-Baptiste Jourdan und kämpfte u. a. in Süddeutschland. Nach dem Frieden von Lunéville (9. Februar 1801) kehrte er nach Dünkirchen zurück und wurde in den Ruhestand versetzt. Am 24. Oktober 1802 starb André Joseph Lemaire im Alter von 64 Jahren und fand dort auch seine letzte Ruhestätte.

## Ehrungen
- Sein Name findet sich am nördlichen Pfeiler (5. Spalte) des Triumphbogens am Place Charles-de-Gaulle in Paris.